# 47-й корпусной артиллерийский полк
47-й корпусной артиллерийский полк — часть РККА Вооружённых Сил СССР в Великой Отечественной войне.

## История
Сформирован в 1933 году в составе 10-го стрелкового корпуса.
Принимал участие в Зимней войне.
В действующей армии во время ВОВ с 22 июня 1941 года по 24 марта 1942 года.
Полк на с 22 июня 1941 года находился в составе 10-го стрелкового корпуса, имел в своём составе два дивизиона 152-мм пушек-гаубиц МЛ-20 и одного дивизиона 122-мм пушек. 
18 июня 1941 полк находился в лагерях в районе станции Лилайсте в 35 км от г. Рига. Получив приказ на выдвижение в район сосредоточения грузится в эшелоны (4 эшелона) и с 20.06 выгружается на ст. Тельшай. Последний эшелон ( разведдивизион, штабная батарея, тылы полка) прибывает на ст. Тельшай уже после начала боевых действий, в район расположения полка эти части прибыли только в 20-00 22.06.41г.
К исходу 21 июня 1941 года полк занял огневые позиции  вторым  дивизионом (122-мм пушки) в 12 км восточнее Кретинга, назначен в группу поддержки пехоты 62 сп 10 стрелковой дивизии. К началу боевых действий 1-й и 3-й дивизионы (152-мм пушки-гаубицы МЛ-20) заняли огневые позиции в 2-х км западнее м. Ретавас, назначены в группу поддержки пехоты 204 сп 10 сд. 
В начале войны в основном использовался для непосредственной поддержки пехоты. Два из дивизионов (1-й и 2-й) полка отходили вместе с 10-й стрелковой дивизии; 3-й дивизион вёл боевые действия с остатками 90-й стрелковой дивизии. К концу июня 1941 года полк отступил в Ригу и ведёт бои за город. Так, по некоторым сведениям, силами именно этого полка 1 июля 1941 года при отходе был разрушен мост через Даугаву.
Очевидно, что далее один из дивизионов полка продолжал действовать с 10-й стрелковой дивизией, отходя к Таллину, где, вероятно и был уничтожен, а два дивизиона действовали в полосе 11-го стрелкового корпуса.
С 7 августа 1941 года, вместе с остатками 11-го стрелкового корпуса, отходит из Эстонии на Нарву и далее.
Из доклада начальника артиллерии 8-й армии начальнику Генерального Штаба Красной Армии и начальнику артиллерии Северного фронта от 26 августа 1941 г. о боевой деятельности артиллерии армии за период с 22 июня по 20 августа 1941 г.
«Особую стойкость и огневую выучку показал 47-й корпусной артиллерийский полк (командир полка подполковник Каштанов). Корпусные полки при отходе пехоты часто оставались одни и с честью выходили из единоборства с пехотой противника, выводя орудия, батареи поэшелонно в расположение своих войск».
С 22 июня 1941 года по 20 августа 1941 года полк подавил 13 батарей противника, нанеся материальный ущерб.
В августе-сентябре 1941 года отступает с боями через Нарву, достиг Ораниенбаума, где в течение первой половины сентября 1941 года ведёт бои.
С 19 сентября 1941 года снимается с Ораниенбаумского плацдарма и силами КБФ переброшен в Ленинград. В конце сентября 1941 года на южных подступах к Ленинграду вошёл в состав 42-й армии, поддерживал советские войска в их частных наступательных операциях и вёл контрбатарейную стрельбу (полк обслуживал 789-й отдельный разведывательный артиллерийский дивизион).
Из книги В. А. Соколова «Пулковский рубеж»:
«Особенно отличились в этот день (23 сентября 1941) артиллеристы 47-го корпусного артполка, устроившие в полном смысле слова кладбище автомашин с пехотой противника на перекрёстке шоссейных дорог в районе Финского Койрово».
Зимой 1942 года базировался в Токсово.
24.03.1942 преобразован в 14-й гвардейский артиллерийский полк, став таким образом одной из первых двух частей и соединений РККА (не только артиллерийских) на Ленинградском фронте, получивших гвардейское звание.

## Подчинение
| Дата            | Фронт (округ)         | Армия      | Корпус                 | Дивизия | Примечания |
| --------------- | --------------------- | ---------- | ---------------------- | ------- | ---------- |
| 22.06.1941 года | Северо-Западный фронт | 8-я армия  | 10-й стрелковый корпус |         | -          |
| 01.07.1941 года | Северо-Западный фронт | 8-я армия  | 10-й стрелковый корпус | -       | -          |
| 10.07.1941 года | Северо-Западный фронт | 8-я армия  | 10-й стрелковый корпус | -       | -          |
| 01.08.1941 года | Северный фронт        | 8-я армия  | -                      | -       | -          |
| 01.09.1941 года | Ленинградский фронт   | 8-я армия  | -                      | -       | -          |
| 01.10.1941 года | Ленинградский фронт   | 42-я армия | -                      | -       | -          |
| 01.11.1941 года | Ленинградский фронт   | 42-я армия | -                      | -       | -          |
| 01.12.1941 года | Ленинградский фронт   | 42-я армия | -                      | -       | -          |
| 01.01.1942 года | Ленинградский фронт   | 42-я армия | -                      | -       | -          |
| 01.02.1942 года | Ленинградский фронт   | 42-я армия | -                      | -       | -          |
| 01.03.1942 года | Ленинградский фронт   | 42-я армия | -                      | -       | -          |

## Командование

### Командир полка
- подполковник Каштанов

### Начальник штаба
- майор Николай Петрович Витте, капитан (на июль 1941 года)[1]

## Другие части ствольной полевой артиллерии с тем же номером
- 47-й гаубичный артиллерийский полк 47-й танковой дивизии
- 47-й пушечный артиллерийский полк 9-й артиллерийской дивизии
- 47-й запасный артиллерийский полк 36-й запасной стрелковой дивизии (бригады)
- 47-й гвардейский артиллерийский полк 21-й гвардейской стрелковой дивизии